# Ammophila apicalis
Ammophila apicalis es una especie de avispa del género Ammophila, familia Sphecidae.

 Fue descrito por primera vez en 1835 por Guérin-Méneville. 
Está ampliamente distribuida en los Estados Unidos y Canadá.